# Ochsenzunge (Stangenwaffe)
Die Ochsenzunge (auch Stecheisen, franz.: Langue de Boeuf, engl.: Ox Tongue) ist eine Stangenwaffe aus Europa.

## Beschreibung
Die Ochsenzunge hat meist eine gerade, zweischneidige Klinge. Es gibt verschiedene Versionen, die sich in Klingenlänge, -breite und -form unterscheiden. Es gibt Klingen mit Mittelgrat oder mit Hohlschliff. Sie werden mit der Hilfe einer Tülle am Schaft befestigt. Der Name Ochsenzunge stammt von der Ähnlichkeit mancher Klingenformen mit der Zunge eines Ochsen. Sie wurde im Gebrauch wie eine Lanze geführt. Die Oberflächen sind oft mit Gravuren und Ätzungen verziert. Die Ochsenzunge wurde von Militäreinheiten in Europa benutzt.